# Palaeophotina schneideri
Palaeophotina schneideri är en bönsyrseart som beskrevs av Werner 1923. Palaeophotina schneideri ingår i släktet Palaeophotina och familjen Mantidae. Inga underarter finns listade i Catalogue of Life.